# 勝浦城
勝浦城（かつうらじょう）は、千葉県勝浦市浜勝浦（千葉県夷隅郡勝浦）にあった日本の城。勝浦市指定史跡。

## 概要
勝浦湾の東南端に突き出た天然の険しい崖の上（八幡岬）に築かれた海城（要害）で、築城経緯・時期などの詳細は不明だが、1521年（大永元年）に真里谷城の城主だった上総武田氏の一族の真里谷信興（真里谷信清?）が安房の里見義堯による北上阻止のために支城として築城されたという説がある。
その後、真里谷武田家の一族の居城となっていたが、真里谷武田家が内紛で勢力を弱めると、後北条氏と里見氏が上総に進出するようになった。
1544年（天文13年）、里見方の正木時茂が大多喜城の真里谷朝信を滅亡させ、朝信の勢力圏を里見氏の傘下に収めたとき、勝浦城も里見方となっている。以後は正木氏の一族の正木時忠が入り、勝浦正木氏と呼ばれるようになった。時忠は後に後北条氏に寝返ったが、里見氏は勝浦城に激しい攻撃を加えこれを取り戻している。正木憲時の乱が起きたとき、正木頼忠（お万の父）は里見義頼に味方したため、憲時の攻撃を受け、一時落城したといわれ、のちに「お万の布晒し」の伝承を生んだ。憲時の乱が鎮圧されると、頼忠は勝浦城主に復帰している。
1590年（天正18年）に徳川家臣の本多忠勝に攻められ落城後廃された。
城が存在した場所は現在、八幡岬公園となっている。